# فاسيلي كولكوف
فاسيلي سيرجيفيتش كولكوف (11 يونيو 1966 - 10 أكتوبر 2020)، هو لاعب كرة قدم روسي. سواء كامدافعًا مركزيًا أو لاعب خط وسط دفاعي ، فقد اشتهر بفتراته مع نادي سبارتاك موسكو الروسي، ووبنفيكا البرتغالي.
توفي في 10 أكتوبر 2020 عن عمر يناهز 54 عامًا.

## مرتبة الشرف
مع نادي سبارتاك موسكو الروسي
- الدوري السوفيتي الأعلى : 1989

مع نادي بنفيكا البرتغالي
- Primeira Liga : 1993-1994
- Taça de Portugal : 1992-1993

مع نادي بورتو البرتغالي
- الدوري الممتاز : 1994-1995

## روابط خارجية
- فاسيلي كولكوف على موقع الاتحاد الأوربي (الإنجليزية)
- فاسيلي كولكوف على موقع قاعدة بيانات كرة القدم.إي يو (الإنجليزية)
- فاسيلي كولكوف على موقع بيانات كرة القدم. دي إي (الألمانية)
- فاسيلي كولكوف على موقع ناشيونال فوتبول تيمز (الإنجليزية)
- فاسيلي كولكوف على موقع Soccerbase.com (لاعب) (الإنجليزية)
- فاسيلي كولكوف على موقع Soccerway.com (الإنجليزية)
- فاسيلي كولكوف على موقع عالم كرة القدم.نت (الإنجليزية)